# Кэмпбелл-Баннерман, Генри
Ге́нри Кэ́мпбелл-Ба́ннерман (англ. Henry Campbell Bannerman; 7 сентября 1836[…], Глазго, Ланаркшир[…] — 22 апреля 1908[…], Вестминстер, Лондон, Великобритания) — британский (шотландский) политический деятель, премьер-министр Великобритании с 1905 по 1908 годы.

## Биография
Происходил из семьи крупных торговцев из Глазго, придерживавшихся консервативных взглядов, но сам делал карьеру как либерал.
С 1868 года — член Палаты общин. Был финансовым секретарём в военном министерстве в 1871—1874 и 1880—1882 годы, секретарём адмиралтейства (1882—1884), министром по делам Ирландии (1884—1885), военным министром в третье министерство Гладстона в 1886 году и в четвёртом министерстве Гладстона и министерстве Розбери в 1892—1895 годах.

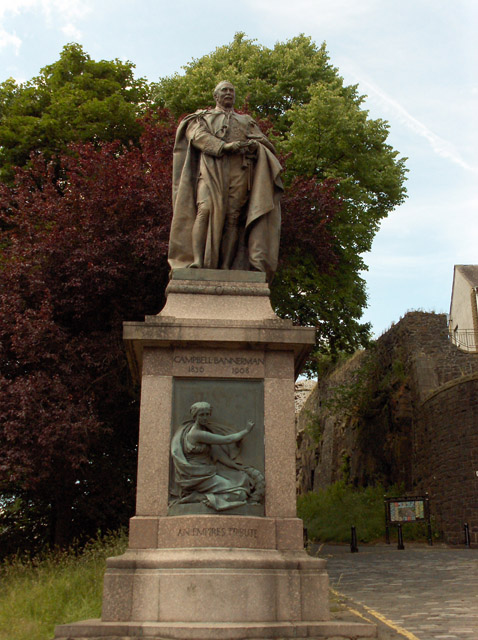
Статуя в Шотландии.

В 1895 году консерваторы обвиняли его в том, что организация военного дела в Англии упала в результате его чрезмерной экономии. Палата общин постановила (ничтожным и образовавшимся совершенно случайно большинством голосов), в виде выражения неодобрения деятельности Кэмпбелла, снизить ему жалованье на 100 фунтов стерлингов; весь кабинет связал свою судьбу с судьбой Кэмпбелла и вышел в отставку. С тех пор он был членом либеральной оппозиции в палате общин, а с 1899 года — её лидером. В 1901 году он нападал на агрессивную политику консервативного правительства в Южной Африке и высказывался против войны с бурами.
5 декабря 1905 года после выхода в отставку кабинета Бальфура, сформировал свой кабинет, в котором различные посты получили Асквит, Ллойд Джордж, Морли, Бёрнс и др. Кабинет провёл билль об ответственности предпринимателей за увечья рабочих, о профессиональных стачках, Small Holdings and Allotments Act (о выкупе земельных владений для образования мелких участков) и др. 5 апреля 1908 г. Кэмпбелл по состоянию здоровья вышел в отставку, уступив свой пост Асквиту.